# Maria Olsen
Maria Olsen (East London, 22 de julio de 1966) es una productora y actriz de cine sudafricana conocida por sus papeles en películas de terror como Paranormal Activity 3, The Lords of Salem, Gore Orphanage y Starry Eyes. También ha tenido papeles en películas como Percy Jackson & the Olympians: The Lightning Thief.

## Trayectoria
Olsen nació el 22 de julio de 1966 en East London en Eastern Cape, y llegó a Estados Unidos en enero de 2005. Ha salido del armario como lesbiana.
Ha interpretado más de 100 papeles desde 2005, muchos secundarios, lo que le permite trabajar en más proyectos que los actores que se centran principalmente en papeles protagonistas. Asegura que sus papeles favoritos han sido en African Gothic, Percy Jackson, Die-ner (get it?), The Haunting of Whaley House y Live-In Fear, que fue la primera película que produjo. En 2011, Olsen fundó la productora MOnsterworks66.
En 2018, protagonizó The Exorcist: Forbidden Screening, una atracción de cine en 4D del evento "Horror Made Here: A Festival of Frights" de Warner Bros. Tuvo lugar dentro de la iglesia de Midwest St. en el backlot de Warner Brothers, y Olsen interpretó el papel de anfitriona de la atracción de terror, basada en la película de 1973, El exorcista.

## Filmografía
| Año  | Título                                             | Papel                           | Notas           |
| ---- | -------------------------------------------------- | ------------------------------- | --------------- |
| 2009 | Die-ner (Get It?)                                  | Rose                            |                 |
| 2010 | Percy Jackson & the Olympians: The Lightning Thief | Mrs. Dodds/Fury                 |                 |
| 2011 | Vile                                               | mujer en la televisión          |                 |
| 2011 | Paranormal Activity 3                              | mujer escalofriante             |                 |
| 2012 | The Lords of Salem                                 | secuencia de sueños de la mujer | sin acreditar   |
| 2012 | The Cohasset Snuff Film                            | Melissa Wick                    | sin acreditar   |
| 2014 | Starry Eyes                                        | la directora de casting         |                 |
| 2014 | Trophy Heads                                       | madre                           |                 |
| 2015 | Southbound                                         | Sandy                           |                 |
| 2015 | Paranormal Activity: The Ghost Dimension           | mujer del aquelarre             | sin acreditar   |
| 2016 | Fear, Inc.                                         | Bartender                       |                 |
| 2019 | I Spit on Your Grave: Deja Vu                      | Becky Stillman                  | papel principal |
| 2020 | There's No Such Thing as Vampires                  | Sigfreda                        |                 |
| 2021 | The Resort                                         | fantasma de librería            |                 |